# 小波叶藓
小波叶藓（学名：Himantocladium plumula）为平藓科波叶藓属下的一个种。